# Josip Šimunić
Josip Šimunić, né le 18 février 1978 à Canberra (Australie), est un footballeur international croate.

## Carrière

### En club

#### Melbourne Knights
Josip joua en premier lieu avec les Melbourne Knights lors de la saison 1995-1996, étant adolescent. Il finit la saison en remportant la National Soccer League avec son club.
Il rejoindra le Hambourg SV en 1997.

#### Hertha Berlin
N'ayant que très peu joué à Hambourg, il rejoint le Hertha Berlin en 2000. Il s'impose comme un membre de l'équipe à part entière. Lors de la fin de la saison 2008-2009, il est nommé meilleur défenseur de la Bundesliga par le magazine Kicker Sportmagazin.

#### 1899 Hoffenheim
Après 9 années passés au sein du club de la capitale, il le quitte le 30 juin 2009 pour rejoindre le TSG 1899 Hoffenheim avec un contrat de 2 ans.

#### Dinamo Zagreb
Le 31 août 2011, il est transféré gratuitement au Dinamo Zagreb. Il a été recruté pour renforcer l'équipe croate en vue de la Ligue des champions. Il fit sa première apparition lors du plus gros match de Prva HNL, contre le Hajduk Split. Il n'a joué que 11 matchs cette saison-là, étant souvent blessé et n'étant pas titulaire. Il joue pour la première fois de sa carrière en Ligue des champions contre l'Olympique lyonnais, à Gerland.
Il finit la saison avec un doublé coupe-championnat de Croatie.
La saison suivante, il devint titulaire et joua même l'intégralité de chaque match du Dinamo en Champions league.

### En équipe nationale
Ayant été éduqué à l'Institut australien des sports, il avait la possibilité de jouer pour l'Australie, mais choisit finalement de jouer pour sa nation d'origine, la Croatie.
Il reçoit sa première cape en novembre 2001 à l'occasion d’un match contre l'équipe de Corée du Sud.
Il dispute la coupe du monde 2002 avec la Croatie.
Šimunić participe également à la coupe du monde 2006 avec l'équipe de Croatie.
Lors du dernier match décisif de la phase de groupes contre l'Australie (2-2), il reçoit trois cartons jaunes à la suite d'une erreur d'arbitrage : après un premier carton jaune, celui-ci en reçoit un second mais l'arbitre oublie de sortir le rouge. À la fin de la rencontre, Šimunić reçoit un troisième carton jaune et l'arbitre sort enfin le carton rouge,.
En septembre 2013, il exécute un tacle assassin sur l'attaquant serbe Miralem Sulejmani, pendant un match contre la Serbie lors des phases de groupe pour la qualification à la Coupe du monde de football. Le match s'est finalement soldé sur le score de 1 à 1.
En décembre 2013, la Fédération annonce qu'il n'est pas retenu pour la Coupe du monde au Brésil parce qu'il a entonné un chant fasciste croate datant de la Seconde Guerre mondiale, chant repris par les supporters croates, à la fin du match Croatie-Islande.

## Palmarès

### En club
- Melbourne Knights
  - Vainqueur du Championnat d'Australie en 1996.
- Hertha BSC Berlin
  - Vainqueur de la Coupe de la Ligue d'Allemagne en 2001 et 2002.
- Dinamo Zagreb
  - Champion de Croatie en 2012, 2013, 2014 et 2015.
  - Vainqueur de la Coupe de Croatie en 2012 et 2015.

### En sélection
- 105 sélections et 3 buts avec l'équipe de Croatie entre 2001 et 2013.

Buts internationaux
| But | Date             | Stade                              | Adversaire | Score | Résultat | Compétition                       |
| --- | ---------------- | ---------------------------------- | ---------- | ----- | -------- | --------------------------------- |
| 1   | 6 septembre 2003 | Estadi Comunal, Aixovall           | Andorre    | 2 – 0 | 3 – 0    | Éliminatoires Euro 2004           |
| 2   | 18 août 2004     | Stadion Anđelko Herjavec, Varaždin | Israël     | 1 – 0 | 1 – 0    | Amical                            |
| 3   | 26 mars 2005     | Maksimir, Zagreb                   | Islande    | 2 – 0 | 4 – 0    | Qualification Coupe du monde 2006 |